# Чемпіонат світу з біатлону 1996
31-ий чемпіонат світу з біатлону пройшов у Рупольдінгу, Німеччина з 3 лютого по 11 лютого 1996 року.

## Таблиця медалей
| Місце | Країна    | Золото | Срібло | Бронза | Разом |
| ----- | --------- | ------ | ------ | ------ | ----- |
| 1     | Росія     | 4      | 4      | 0      | 8     |
| 2     | Німеччина | 2      | 1      | 0      | 3     |
| 3     | Франція   | 1      | 1      | 1      | 3     |
| 4     | Білорусь  | 1      | 0      | 2      | 3     |
| 5     | Україна   | 0      | 1      | 2      | 3     |
| 6     | Норвегія  | 0      | 1      | 0      | 1     |
| 7     | Італія    | 0      | 0      | 2      | 2     |
| 8     | Швеція    | 0      | 0      | 1      | 1     |